# Ier millénaire
Le Ier millénaire de notre ère (dite ère commune, EC) a commencé le 1er janvier de l'année suivant la date conventionnelle de la naissance de Jésus et s'est achevé le 31 décembre 1000 du calendrier julien.
Il s'étend entre les jours juliens 1 721 423,5 à 2 086 672,5 inclus,.

## Évènements

### Afrique

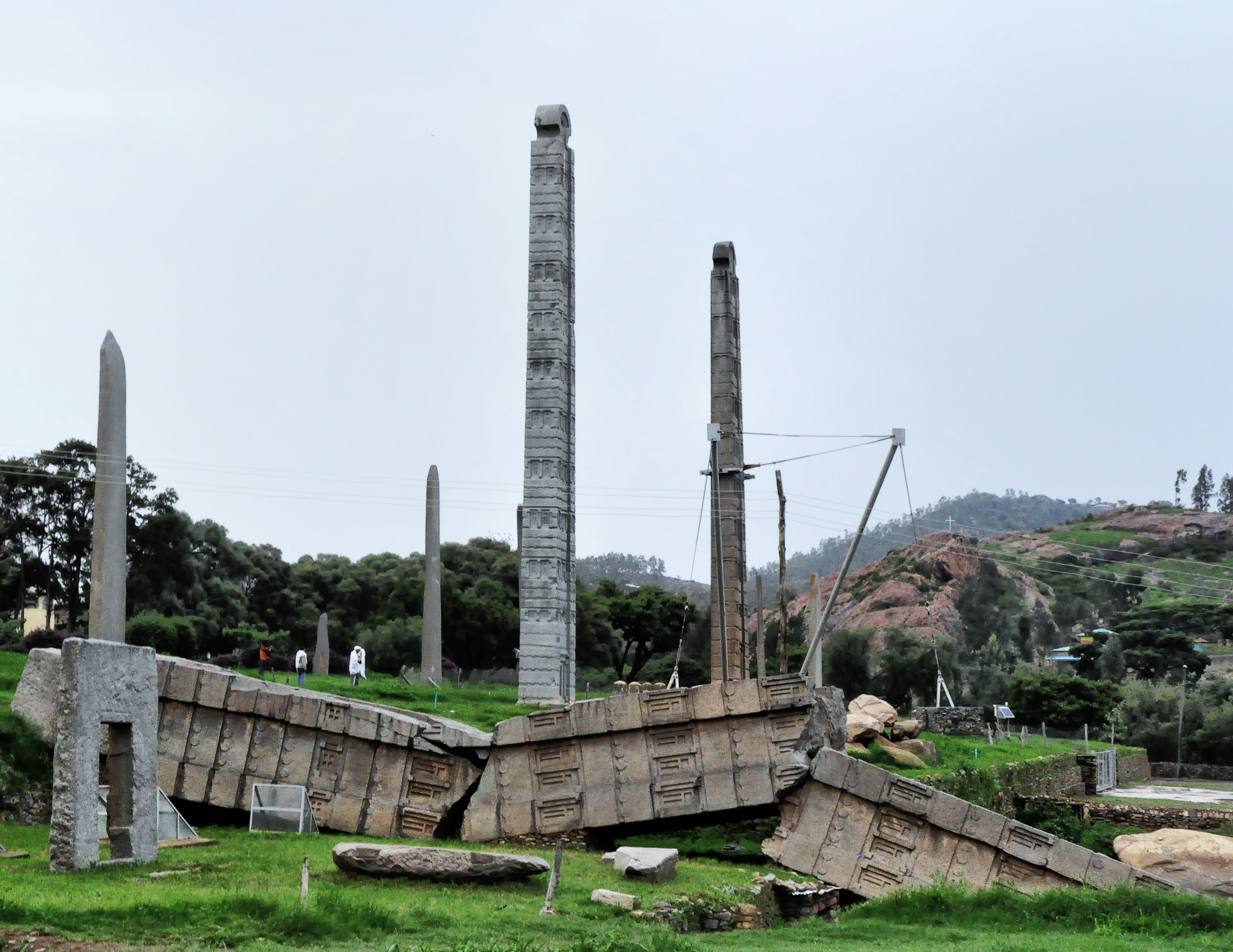
Stèles géantes d'Aksoum : obélisque d'Aksoum (au centre), stèle d'Ezana (à droite), Au sol, la grandes stèle en phonolite, brisée volontairement pendant l'antiquité, est le plus grand monolithe taillé par l'homme, haut de 32,60 mètres pour une masse de 517 tonnes.

- Ier siècle-650 : puissance du royaume d’Aksoum, en Éthiopie, mentionné par Le  Périple de la mer Érythrée qui décrit le port d’Adulis et déclare que, à huit jours de voyage dans l’intérieur, se trouve la « métropole des Aksoumites », et au IIe siècle par le géographe Ptolémée qui indique l’existence d’Aksoum « où est la cour royale ». Il lie des alliances avec le royaume de Saba (Gadarat, vers 200) et exerce sa suprématie sur le commerce en mer Rouge. Le roi Ezana se convertit au christianisme vers 340-350 et détruit le royaume de Méroé. Aksoum frappe des monnaies d’or, d’argent et de cuivre de 270 à 630 environ[3].
- 200 : la métallurgie est attestée en Afrique australe (objets de parure en cuivre et fer, couteaux et pointes de flèches en fer) ; trois courants de diffusion du premier âge du fer ont été proposés : la tradition « Kalundu » à l’ouest de la Luangwa, « Kwale » le long de la côte orientale, « Nikope » par la vallée du Rift au centre[3].
- IIIe et IVe siècles : la métallurgie du fer et du cuivre se développe dans le sud de la République démocratique du Congo (Kipushi) et le nord de la Zambie (Kansanshi). Elle atteint la dépression de l'Upemba, berceau de l’empire luba, au VIe et VIIe siècles (Kamilambien)[3].
- 300-800 : Djenné-Djeno, une des premières villes en Afrique subsaharienne, s’entoure d’une muraille de deux kilomètres de long. C’est alors un centre d’artisanat et de commerce régional, important du minerai de fer et des pierres de meule et exportant de la nourriture (poissons et céréales) vers les nouvelles cités sur les franges du désert[4]. Vers 450, il atteint les dimensions d’une ville aux maisons rondes en terre couvrant 33 hectares pour une population estimée à 26 000 habitants[5].
- Vers le IVe siècle : une population maîtrisant le fer s’installe entre le Zambèze et le Limpopo[6],[7]. Ces mineurs rhodésiens viendraient du nord, peut-être de la région de Méroé et du sud du royaume d'Aksoum. Ils exploitent l’or, le cuivre et l’étain. On a relevé jusqu’à maintenant environ 60 000 exploitations minières dans cette région. Cette civilisation est l’ancêtre de celle de Zimbabwe, qui prendra une grande extension à partir du Xe siècle.
- Vers 350 : le royaume d'Aksoum détruit le royaume de Méroé.
- Vers 400 : le dromadaire est attesté au Sénégal et semble témoigner du commerce transsaharien en lien avec le commerce de l’or, comme le confirme la présence de perles en verre importées à Kissi, au Burkina-Faso, depuis le IVe siècle [5].
- 439 : les Vandales prennent Carthage.
- Vers 570-580 : après le déclin de Méroé, trois royaumes chrétiens se constituent en Nubie et au Soudan nilotique, soutenus par les Byzantins[8] : le royaume de Nobatia au nord (capitale Ballana), de Makurie en Nubie (capitale Dongola) et d’Alodia (Aloa, capitale Soba, au sud de la VIe cataracte) au Soudan. Ils subsistent jusqu’aux XIVe – XVe siècles.

- 647-709 : conquête musulmane du Maghreb.
- VIIe – XVe siècles : Moyen Âge africain. Du Sahel aux mangroves de la côte orientale (arc sahélo-swahili), de vastes région de l’Afrique subsaharienne entrent en relation directe avec le monde islamique. Ces sociétés et formations politiques diverses (Ghana, Kanem, Mali, Kilwa…) forment une interface économique et culturelle entre l’Afrique « intérieure » et le monde islamique, du Maghreb au Bengale et à l’Asie centrale[9]. Du VIIe au XIe siècle, les Arabes établissent un grand nombre de comptoirs le long des côtes africaines de l’océan Indien : Mogadiscio, Kismayou, Malindi, Mombasa, les îles de Pemba et de Zanzibar, Kiloa, Sofala… Ils prennent pied également dans les îles des Comores et ont des relations avec Madagascar. En échange de tissus et de verroterie, ils obtiennent du fer, de l’ivoire et de l’or du Zimbabwe, de l’ambre gris et un grand nombre d’esclaves qu’ils vendent en Asie[10]. Au VIIIe siècle, le royaume de Kanem se forme autour du lac Tchad avec pour capitale Njimi, et connait son apogée au XIIIe siècle sous le règne de Dounama Dibalami. Vers 700-1250, l'empire du Ghana se développe en Afrique occidentale[11]. Les sites de Aoudaghost et de Koumbi Saleh, avec leurs maisons en pierre et leurs mosquées, contrôlent le commerce transsaharien de l'or et du sel[3]. L'Empire du Mali le supplante au XIIIe siècle.
- 789-985 : dynastie des Idrissides au Maroc. Idris Ier fonde la ville de Fès.

### Amérique
- 1-1540 : développement de la culture des Anasazis dans le sud-ouest de l’Amérique du Nord[12].
- 1-1760 : culture des Eskimo du Pacifique (Alutiiq) au sud de l’Alaska (au moins 2000 ans avant l'arrivée de Vitus Béring en 1741)[13]. Outillage sur plaque de pierre, basalte et os. Lampes à huile en pierre. Chasse aux mammifères marins et pêche (saumon).
- 100-500 : période des Basketmaker II dans le sud-ouest de l’Amérique du Nord[14]. Des hameaux regroupent jusqu’à onze maisons circulaires au sol légèrement enfoncé, construites sur des falaises dominant les plaines fluviales où l’on cultive le maïs. La plupart des plantes nourricières sont encore ramassées. Des javelots et des propulseurs de flèches (atlatl) sont utilisés pour la chasse[15].

Masque funéraire du « Seigneur de Sipán », découvert dans la huaca Rajada.

- 100-700 : culture Moche ou Mochica sur la côte nord du Pérou[16]. Centrée sur la vallée de Moche et de Chicana, elle agrandit plus tard son territoire par conquête militaire de la vallée de Pacasmayo au nord jusqu’à celles de Santa et de Nepeña au sud. Elle entreprend de grands travaux d’irrigation autour du fleuve Moche, qui permettent de faire pousser dans le désert du maïs, des cacahuètes, des poivrons et des patates douces. Elle construit des sites funéraires et politiques : Huaca Rajada, Huaca de la Luna, Huaca del Sol, dans la vallée du Moche, longue de 350 m et haute de 40 m, dont la construction dure six siècles sans s'achever. Sculptures réalistes, céramique, orfèvrerie (dorure, alliage, fonte à la cire perdue, moulage).

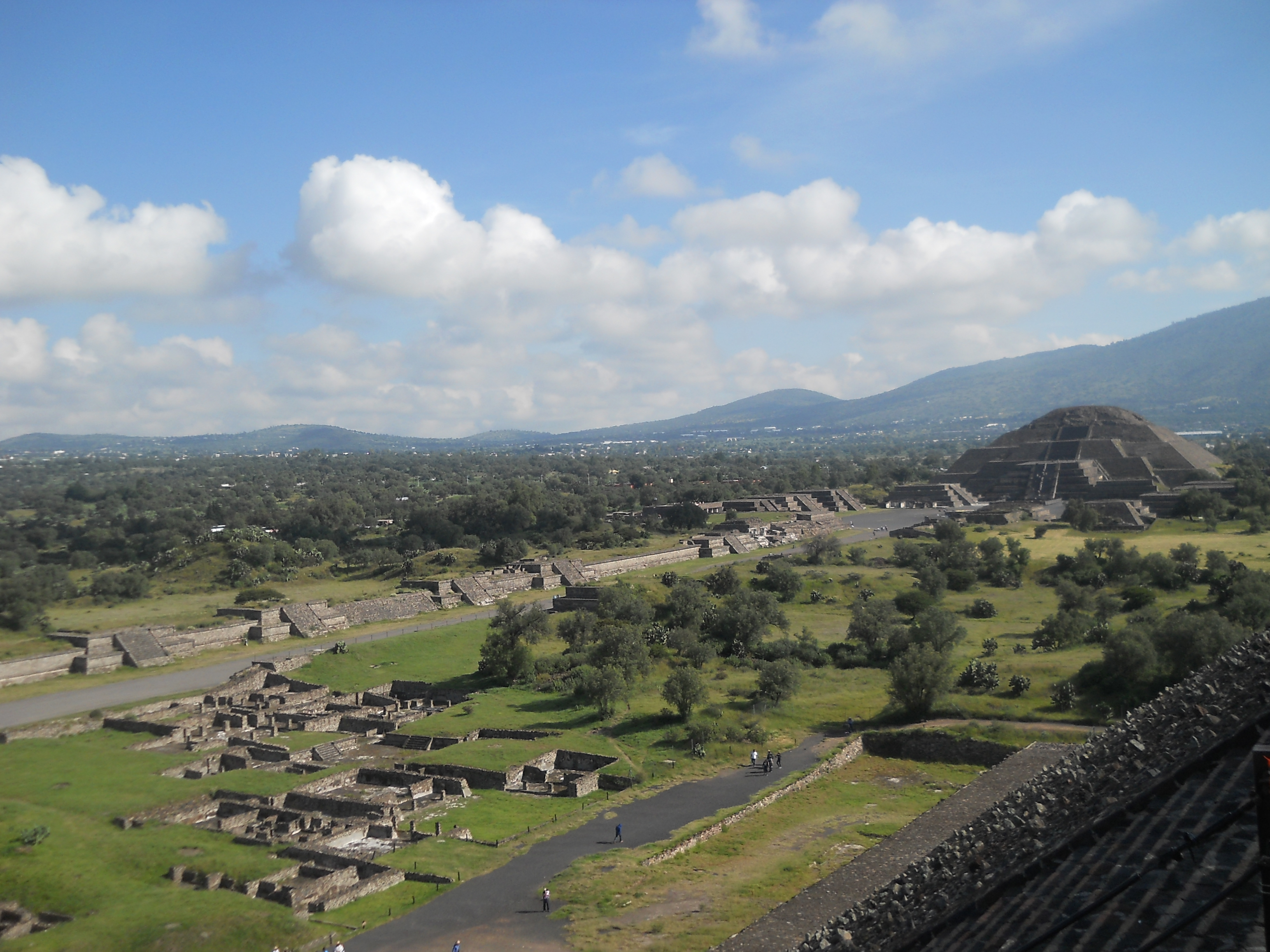
Teotihuacan. Vue sur la chaussée des Morts et la pyramide de la Lune depuis la pyramide du Soleil.

- 100-750 : civilisation de Teotihuacán au Mexique[17] ; vers 150-450, elle compte 20 000 habitants, puis à son apogée vers 450-650 (Teotihuacán III) elle réalise l’unification de toute la vallée de Mexico et sa population atteint environ 125 000 à 200 000 habitants ce qui en fait la plus grande agglomération de l’Amérique précolombienne[18]. L’absence de dirigeants ou d’une élite clairement définie par les fouilles archéologiques laisse penser à une organisation sociale horizontale entre les habitants des différents quartiers de la ville. De nombreux étrangers sont installés dans des quartiers spécifiques (Mayas, Zapotèques, habitants originaires de Veracruz ou de l’ouest du Mexique). La ville contrôle les gîtes de production d’obsidienne verte, très recherchée[5]. À la fin de la période classique ancienne en Mésoamérique, son influence se fait sentir en territoire Maya, à plus de 1100 km : des comptoirs commerciaux et des villes sont édifiés dans le style de Teotihuacán, comme à Kaminaljuyú[19].

- 200-1400 : civilisation Mogollon dans le sud-ouest des États-Unis[12].
- 200-1450 : civilisation Hohokam dans le sud-ouest des États-Unis. Prospérité du village Hohokam de Snaketown (en), en Arizona, de l’an 1 à 1150[12]. Il s’étend sur plus de 120 ha. Mosaïque de sol de maison, puits, plates-formes, tertres, jeux de balle et ateliers de poterie.
- 200-900 : période classique de la civilisation zapotèque centrée sur Monte Albán, alors à son apogée[20].
- 300-900 : période classique de la civilisation maya au Chiapas et au Yucatán. Une civilisation plus ou moins uniforme se répand sur tout le territoire maya, caractérisée par de fortes influences mexicaines. Les grands centres cérémoniaux comme Palenque, Tikal et Copán sont élevés à cette époque[21]. Ils comportent des temples dynastiques construits sur des soubassements pyramidaux, des palais, des terrains de jeu de balle dont les parties se terminent par des sacrifices humains. L’écriture est largement utilisée pour glorifier les souverains. Les Mayas pratiquent une agriculture intensive, avec des champs en terrasse, qui produisent du maïs, des haricots, des courges, des poivrons et des racines comestibles. Entre 750 et 1050, la civilisation maya classique des Basses Terres s’effondre, à la suite d'une nouvelle série de sécheresses à partir de 780, dans un contexte de surexploitation du milieu par l’agriculture sur brûlis et de guerres constantes. Les principales villes sont abandonnées entre 850 et 900 et les populations se dispersent et migrent vers le nord et le Yucatán[22].
- Vers 300-600 : tradition culturelle barrancoïde dans le bas-Orénoque[23].
- Vers 350-900 (1600-1050 avant le présent) : culture ipiutak en Alaska occidentale, identifié pour la première fois à Point Hope[24]. Disparition de la céramique, des lampes, des plaques de pierre et de l’équipement de chasse à la baleine. Migration saisonnières entre l’intérieur (hiver) et les côtes de l’océan Arctique (été) pour chasser de petits mammifères marins.

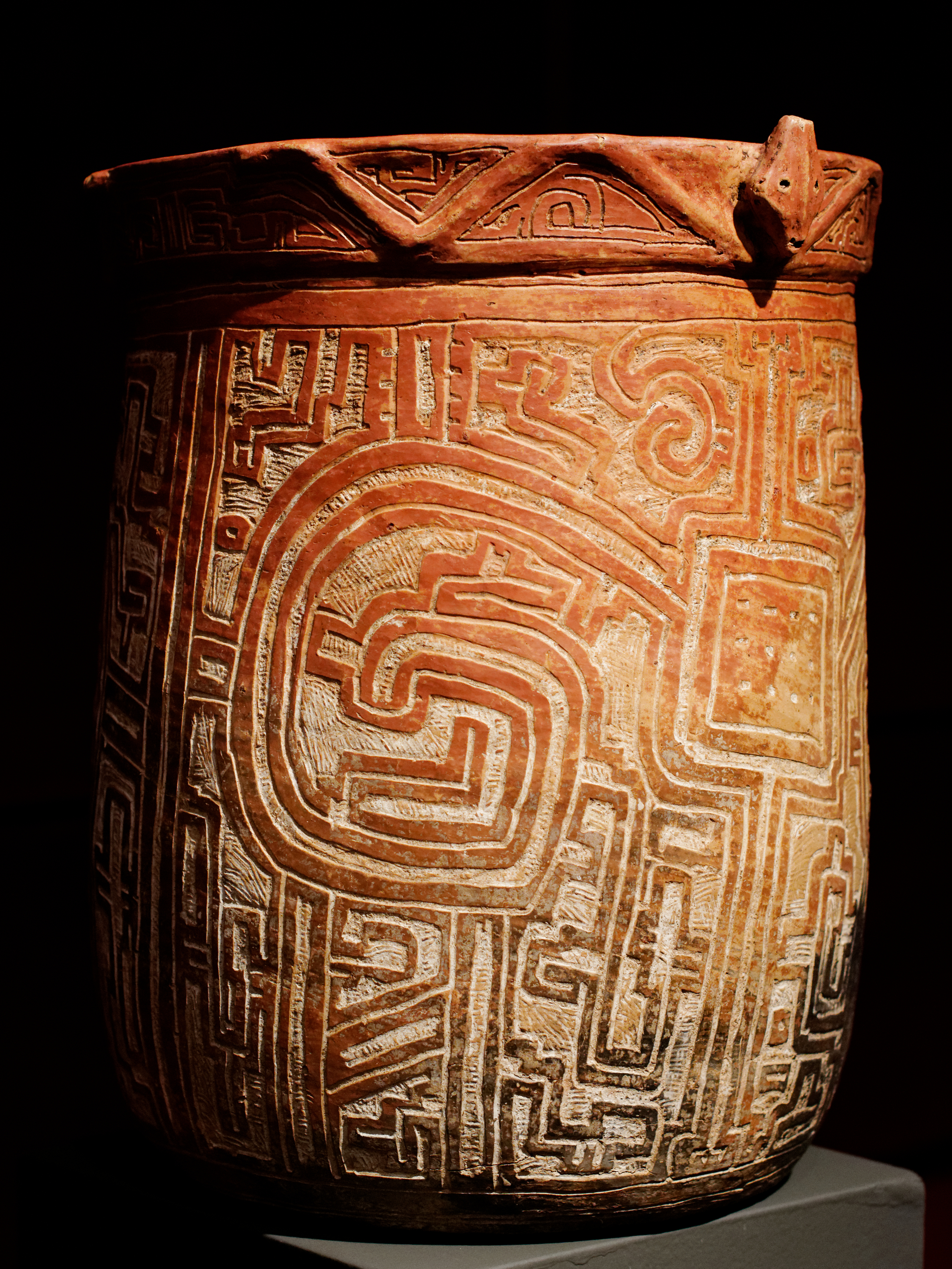
Grande urne funéraire. Île de Marajo, Brésil, Groupe des agriculteurs subandins, style Joanes peint, phase Marajoara, vers 400-1000.

- 400-1350 : culture Marajoara sur l'île de Marajó, à l’embouchure de l’Amazone, une des plus anciennes principautés d’Amazonie[25] ; organisation sociale complexe sous l'autorité d'un « cacique », céramique polychrome caractérisée par des motifs géométriques curvilignes ou rectilignes élaborés, peints en rouge, noir, marron, orange et blanc[26]. Culte des ancêtres, organisé autour des momies des chefs. Urnes funéraires anthropomorphiques[27].
- 500-750 : troisième période des vanniers (Basketmaker III) dans le sud-ouest des actuels États-Unis[14]. Des villages comptant jusqu’à 50 maisons semi-enterrées sont installés sur des terrasses, près des plaines d’inondation où poussent le maïs, les courges et les haricots. Les maisons des Basketmaker III sont surmontées par des greniers de stockage. Les arcs et les flèches sont introduits pour remplacer le javelot et les propulseurs[15]. La céramique est introduite dans les villages des Basketmaker III par la culture voisine de Mogollon (céramique grise, parfois décorée de motifs noirs, montée au colombin et finie par lissage).
- Vers 500-700 : les Chumash, établis aux environs de Santa Barbara, de Ventura et des Channel Islands de Californie adoptent de grands canots en planches de séquoia cousues (tomol (en)) qui leur permettent de pêcher en haute mer à 100 km des côtes[28].

- 500-1100 : culture de Thulé ancien en Alaska, avec une économie bien adaptée dans laquelle la pêche à la baleine joue un rôle de premier plan (harpons, lances), avec la chasse au phoque, au morse, au caribou et au gibier à plume. Elle utilise des traîneaux tirés par des chiens et des kayaks. La céramique, décorée, est en usage et les villages permanents sont faits de maisons d’hiver bien isolées. Outils sur plaques de pierre.
- 600-1000 : période horizon moyen au Pérou et en Bolivie ; apogée des civilisations Huari et Tiwanaku (ou Tiahuanaco) dans les Andes[29]. Il semble que le phénomène climatique El Niño, qui provoque des sécheresses intenses entrecoupées de pluies diluvienne, soit à l’origine de leur disparition vers 1000.
- 700-1450 : développement de la culture des Sinaguas dans le sud-ouest de l’Amérique du Nord[12].

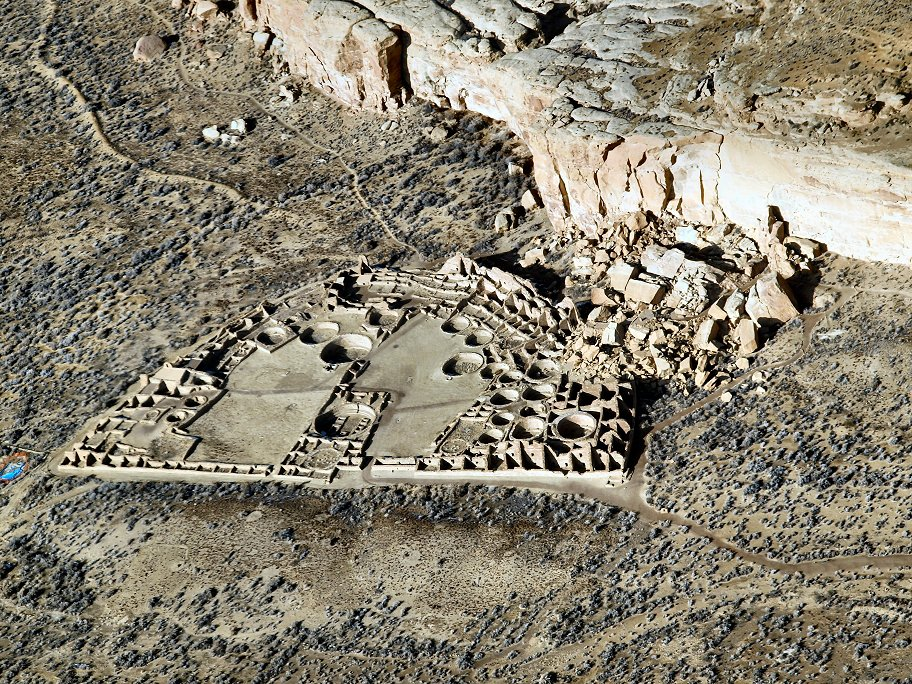
Vue aérienne de la grande maison de Pueblo Bonito de la culture Chaco, entre 800 et 1100. Elle compte 350 pièces rectangulaires, 32 kivas et trois grandes kivas (sales communautaires circulaires).

- 750-1150 : période Pueblo I et II en Amérique du Nord[14]. Des villages complexes se forment à Mesa Verde dans le Colorado vers 750 et à Chaco Canyon au Nouveau-Mexique après 900[30].
- Vers 800-1500 : civilisation du Mississippi. Tumulus et tombes dans la vallée du Mississippi[31].
- 825-1000 : à la suite de violentes éruptions volcaniques qui causent des changements climatiques importants, de nombreux Athabaskans émigrent d'Alaska vers le sud ; une partie le long de la côte dans la région actuelle de Vancouver et de l'État de Washington (Chasta Costa, Tututni, Galice, Hupa, Kato), un autre groupe à l’intérieur des terres par le Grand Bassin vers les actuels Arizona et Nouveau-Mexique. Il se divise plus tard en deux groupes linguistique, les Navajos et les Apaches (Jicarillas, Mescaleros, Chiricahuas, Apaches de l'Ouest) dans les régions voisines du territoire des Anasazis[32]. Ils entretiennent des rapports hostiles avec les sociétés indigènes.
- Vers 800-1450 : civilisation Patayan sur le cours inférieur du Colorado[33].
- Vers 900-1200 : postclassique mésoaméricain ancien ; les Toltèques s'installent au Mexique[34].
- 982 : découverte du Groenland par le Norvégien Érik le Rouge qui en organise la colonisation après 985[35].

### Asie et Pacifique
- 57 av. J.-C.-668 : période des Trois Royaumes de Corée, qui voit s'affronter trois royaumes principaux et d'autres plus petits en Corée et en Mandchourie[36].

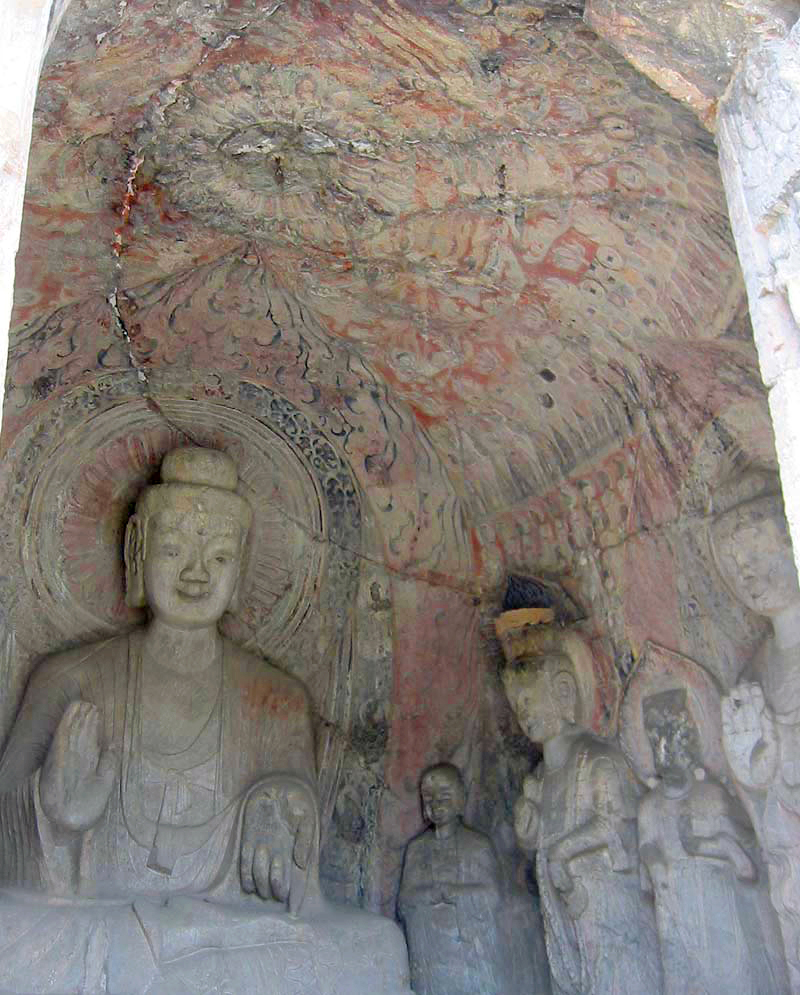
Grand Bouddha de la grotte de Binyang, haut de 9,55 m, sculpté entre 520 et 523 au sein des grottes de Longmen.

- 220 : le Moyen Âge chinois commence avec la partition en trois Royaumes (Wei, Wu et Shu) à la fin de l'empire Han. Il s'ensuit une brève réunification par la dynastie Jin (265-420) et l'annexion du Royaume de Wu en 280, puis avec la période des Seize Royaumes (304-539) une longue division entre les dynasties du Sud et du Nord (520-589). Le bouddhisme s'installe et se diffuse, d'abord soutenu par les dirigeants des Liang du Nord (397-439) d'origine Xiongnu, puis par les Wei du Nord, issus des Tabghach, qui les remplacent (grottes de Mogao à Dunhuang, grottes de Yungang). En 494, la capitale des Wei est transférée de Datong (Pingcheng) à Luoyang où sont construits 1 367 temples bouddhiques et creusées à proximité les grottes de Longmen[37].
- Vers 250/300-710 : période Yamato au Japon, divisée en période Kofun (250-538) et période d’Asuka[38]. La métallurgie du bronze et du fer, venue de Corée, permet le développement de la riziculture dans le Kansai au début du millénaire et favorise la formation de petites chefferies. Au IIIe siècle, les chefs locaux de la région de Nara commencent à faire construire de grands tertres funéraires, les kofun, ce qui témoigne d’une forte mobilisation sociale. Au Ve siècle, de nouvelles populations venues de Corée amènent des innovations techniques et culturelle (tour de potier, écriture, céramique, maçonnerie, four domestique, cuisson du riz à l’étuvée). La période d’Asuka est caractérisée par l’introduction du bouddhisme (538) et la création d’un État unifié (réforme de Taika) gouverné par un empereur (Tennō) vers 670. Douze forteresses sont construites à cette époque, puis les nouvelles capitales de Fujiwara-kyō (694) et de Heijō à la fin de la période[39].

Migration des Polynésiens.

- Vers 300-800 : peuplement de la Polynésie orientale. Selon le modèle discontinu ou orthodoxe proposé par Yosihiko Sinoto, les Polynésiens venus des Samoa et de Tonga, atteignent les îles Marquises (300), Tahiti et l'Archipel de la Société (600) l’île de Pâques (400) les îles Hawaï (500) et la Nouvelle-Zélande (800). Selon le scénario discontinu réinterprété par Spriggs et Anderson, les Marquises sont atteintes vers 300-600, les autres archipels entre 600 et 950 (l’île de Pâques vers la fin du millénaire) et la Nouvelle-Zélande entre 1000 et 1200. Kirch propose un modèle alternatif sur la base d'un peuplement ancien : les archipels centraux vers 300-200, Hawaii et l’île de Pâques vers 300-500, la Nouvelle-Zélande entre 800 et 1000. Les recherches archéologique récentes semble confirmer un peuplement récent (les îles de la Société entre 590-780 et 650-890, les îles Hawaii vers 800, l’île de Pâques pas avant le XIIe siècle, la Nouvelle-Zélande pas avant le XIIIe siècle[40].

- 552-774 : khaganat turc en Asie centrale.
- 581-618 : dynastie Sui en Chine du Nord[41]. Elle réussit à réunifier la Chine en 589 à la chute de la dynastie Chen. Elle diffuse le bouddhisme et entreprend un programme de réformes économiques ambitieux. Le Grand Canal est creusé entre le Yangtsé au Fleuve Jaune[37].
- Vers 600-900 av. J.-C. : empire de Pugyel au Tibet[42] (selon la tradition aux IIe – IIIe siècles). La société est alors probablement structurée en clans, dirigés par des seigneurs indépendants et alliés par mariage. Les Annales chinoises consignent des renseignements sur le Tibet, appelé Tufan.

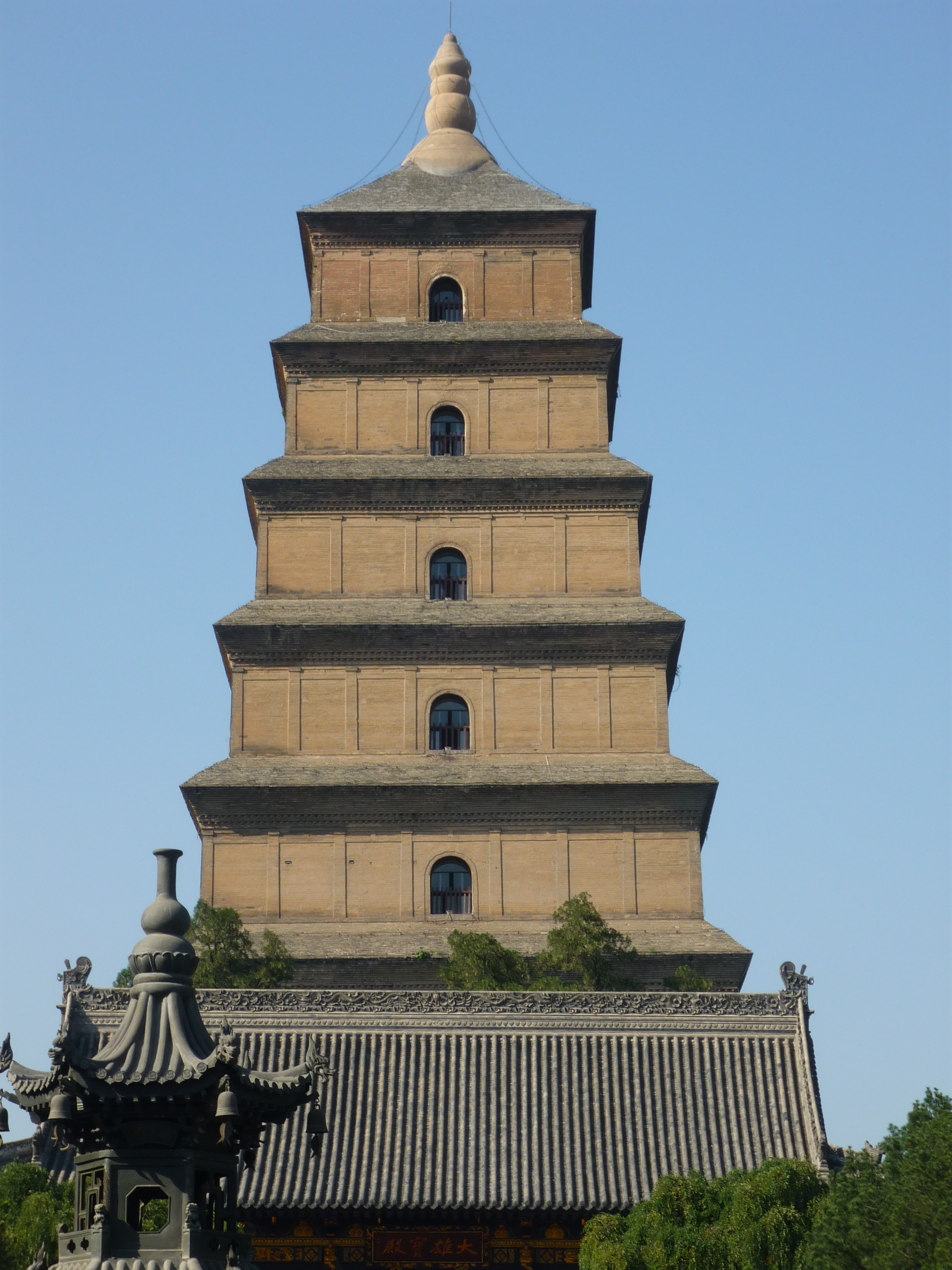
Grande pagode de l'oie sauvage, édifiée en 652 et reconstruite en 704, à Chang'an, capitale de la dynastie Tang.

- 618-907 : dynastie Tang en Chine ; son deuxième empereur Taizong (626-649) lance une politique d'expansion militaire contre les Turcs orientaux (629-630), les Turcs occidentaux (630-642), le royaume Tuyuhun au Tibet (634-635) et le Koguryo en Corée (645-648). Les empereurs Tang, qui prétendent que Lao Tseu est leur ancêtre favorisent le taoïsme, mais le bouddhisme devient la religion dominante, favorisé par la présence de reliques du Bouddha (temple Famen). Entre 755 et 763, la révolte d'An Lushan déclenche l’anarchie et l'empereur Xuanzong abdique. À la suite de ces événements, la dynastie Tang, jadis cosmopolite, se replie sur elle-même avant de disparaitre en 907. La Chine connait une nouvelle période de divisions, dite période des Cinq Dynasties et des Dix Royaumes (907-979) avant d'être de nouveau unifiée sous la dynastie Song (960-1279). Les Khitans fondent la dynastie Liao qui dominent le nord de la Chine entre 907 et 1125[37].
- 668-935 : période de Silla unifié en Corée[43].

- 710-1185 : époque de Nara (710-794) et de Heian (794-1185) au Japon. Le pouvoir ce centralise, les structures administratives et l’usage de l’écriture se développent, la circulation des biens entre les provinces et la capitale s’organise. Des tablettes de bois gravées (mokkan) émises par l’administration nous renseignent sur ces activités : production de sel, approvisionnement en poisson, travail du métal, de la laque. L’implantation de gouvernements de province, dont les palais (kokufu) fonctionnent sur le modèle de la capitale, permet la domination progressive de l’archipel, achevée par la soumission militaire des chefferies du nord-est aux IXe et Xe siècles[39]. L’autorité du gouvernement de Kyōto est alors en perte de vitesse au profit des grands propriétaires terriens du clan Fujiwara qui détiennent le pouvoir réel.

- 744-848 : Khaganat ouïgour en Mongolie.
- Vers 800-900 : les populations polynésiennes reprennent leur expansion depuis les Samoa, Futuna et Uvea vers les îles Cook du Sud et les îles Australes. Elle colonisent les îles Gambier et l’île de Pâques entre 1000 et 1200. Au début du IIe millénaire, des pirogues peut-être venues de Mangareva-Pitcairn-Rapa Nui atteignent le littoral de l'Amérique du Sud d'où elles apportent la patate douce, cultivée dans le triangle polynésien à l'arrivée des explorateurs européens[44].

#### Asie du Sud-Est
- 200 av. J.-C.-900 : les Pyu fondent en Birmanie centrale des cités-États bouddhistes, dont Beikthano, Maingmaw, Binnaka, Hanlin et Sri Ksetra (Ve au IXe siècle)[45]. La cité bouddhiste de Beikthano (en), entourée d’un mur de briques cuites ouvert par trois portes, s’étend sur 800 ha. On y a relevé les vestiges de plus de cent structures de briques : sépultures en urne, bâtiments de brique utilisés pour l’administration, la religion ou les rites, monastère semblable à ceux du sud de l’Inde, entouré de deux stupas. La plupart des résidences sont en bambous ou en bois[46].
- 192-1471 : royaume hindouiste du Champā dans le centre du Viêt Nam[47].
- Ier – VIe siècle : au Cambodge, un royaume indianisé, le Funan, établi sur le delta et le cours moyen du Mékong, domine le sud de l’Indochine par sa puissance économique et militaire. Il entretient des relations politiques et culturelles avec la Chine et l’Inde[48] avant d'être annexé par un royaume vassal, le Chenla, en 598.
- VIIe – VIIIe siècle : le royaume du Chenla (ou Zhenla) au Cambodge. Construction du temple d'Ak Yum, premier temple-montagne de la région d'Angkor attribué à Bhavavarman Ier et de Sambor Prei Kuk, capitale d’Içanavarman Ier.
- Vers 650-1377 : le royaume bouddhiste de Sriwijaya, centré sur la côte sud-est de Sumatra, contrôle Java et les îles environnantes, puis après 689 les détroits de la Sonde et de Malacca. Il favorise l'expansion du bouddhisme[49],[50].

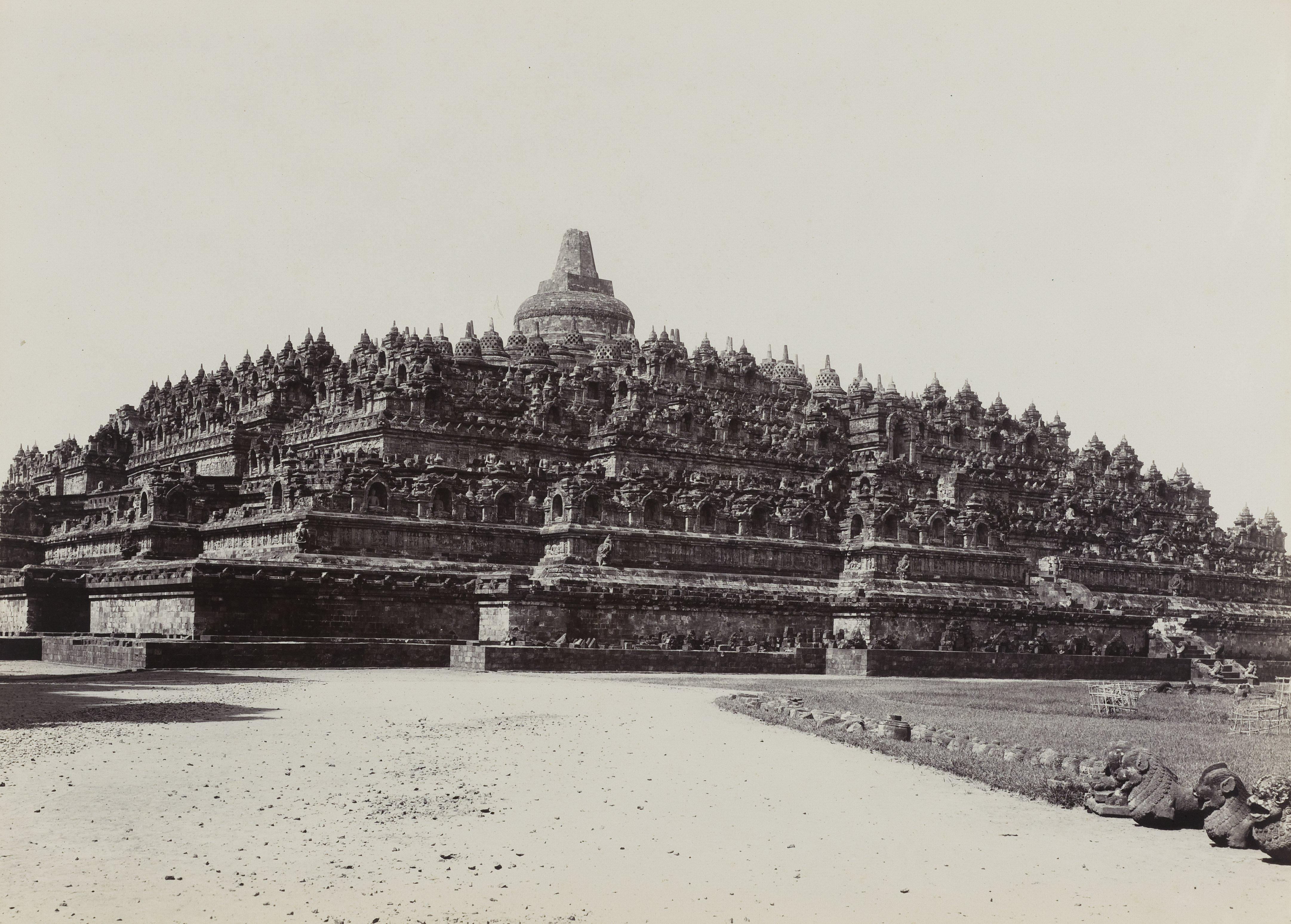
Le temple de Borobudur, vers 1910.

- Vers 732-1016 : premier royaume de Mataram à Java. Construction du temple de Borobudur par les Sailendra, bouddhistes, et du temple de Prambanan par les Sanjaya, hindouistes.
- VIe au XIe siècle : royaume bouddhiste môn de Dvâravatî dans le centre de la Thaïlande et le sud de la Birmanie[51]. Les Môns s’installent en basse-Birmanie où ils fondent le royaume de Thaton[52].

- 802 : fondation de l'Empire khmer au Cambodge. Il domine la péninsule indochinoise jusqu'au XIIIe siècle.
- 849-1297 : royaume de Pagan en Birmanie.

#### Asie du Sud
- 78-101 ou 127-150 : le roi kouchan Kanishka règne sur un vaste empire qui s’étend de l’Asie centrale au Nord de l’Inde jusqu’à Bénarès, à partir de sa capitale Purushapura (Peshawar)[53].

- Ier – XIVe siècle : les dynasties Chola (Ier – IVe siècles), Pallava (IVe – IXe siècles), Chera (au Kerala jusqu’au Xe siècle) et Pandya (IIe – XIVe siècles) règnent dans le sud de l’Inde[54]. La dynastie Chera domine le pays dravidien vers la fin du IIe siècle. Selon le Silappatikaram d’Ilango Adigal, un de ses rois, Senguttuvan (en), aurait tenté d’envahir la vallée du Gange.
- Vers 320-510 : empire Gupta en Inde du Nord, qui atteint son apogée sous le règne de Chandragupta II (375-415) ; doté d'institutions étatiques fortes, il est prospère, favorise la tolérance réciproque entre l'hindouisme et le bouddhisme, et connaît un « âge d'or » de la culture indienne dite « classique ». Chandragupta II aurait ainsi entretenu à sa cour les « neuf joyaux », un groupe de neuf poètes et savants de grand renom, parmi lesquels le philosophe Amarasinha, l'astronome Varahamihira et surtout le poète Kâlidâsa. l’empire décline après 550.

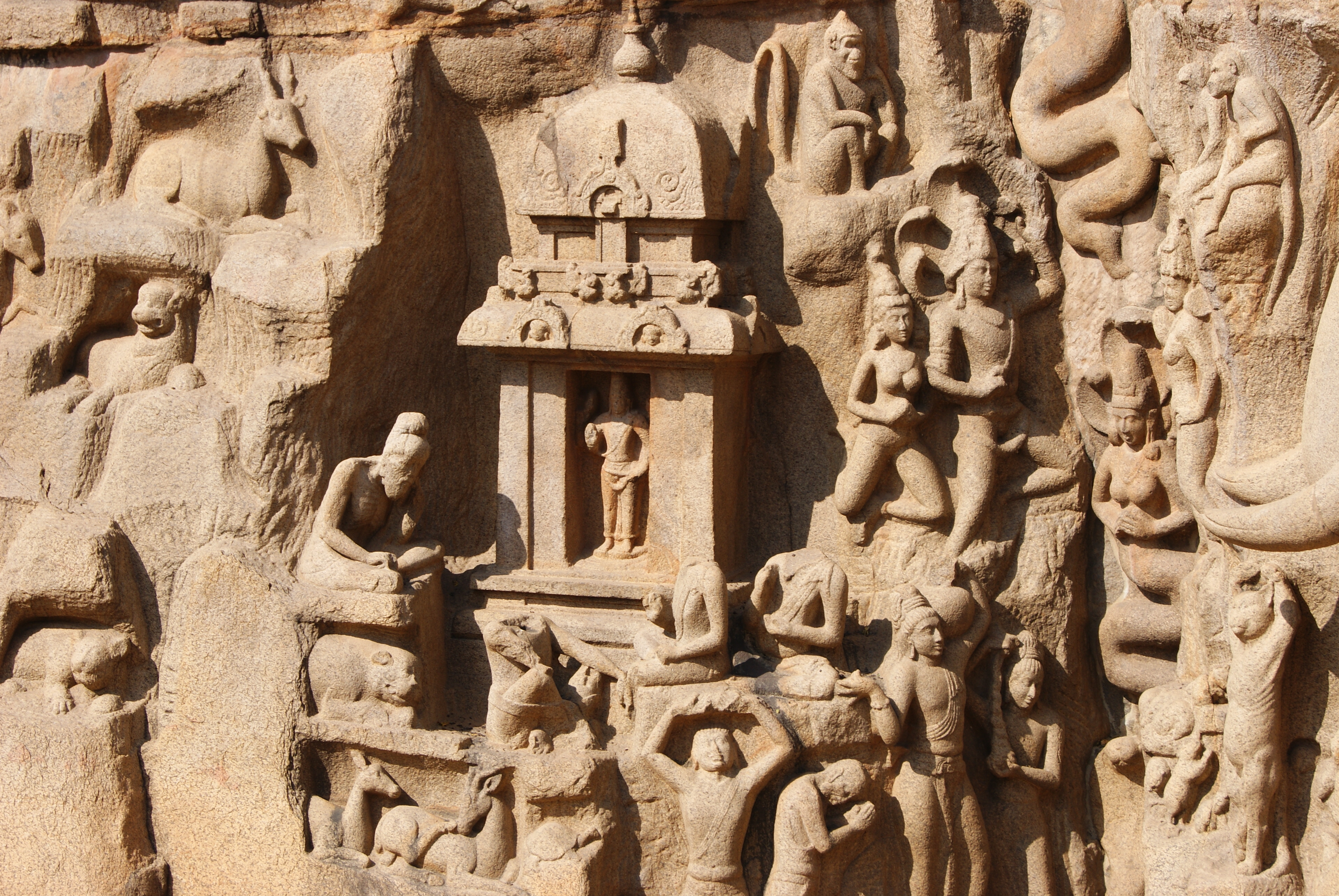
Détail d'un bas-relief monumental du VIIe siècle à Mahabalipuram, représentant La descente du Gange, épisode du Mahabharata.

- Vers 325-897 : règne de la dynastie des Pallava dans le Sud-Ouest de l'Inde[55].
- 543-757 : dynastie Chalukya en Inde du Sud[56].
- 606-647 : Harsha, roi de la dynastie Pushyabhuti (en) réunifie l'Inde du Nord[57].
- 711-713 : début de la conquête musulmane de l'Inde. Les Arabes, dirigés par Muhammad ibn al-Qasim, envahissent le Sind et prennent Multan, dans le Pendjab.
- 757-973 : la dynastie Rashtrakuta domine l’ouest du Deccan[58].

### Proche-Orient
- Environ 30 : crucifixion de Jésus-Christ[59] ; début du christianisme, propagé notamment par Paul de Tarse à la suite de sa conversion sur le chemin de Damas, qui prêche auprès des non-juifs qu’il dispense des interdits alimentaires et de la circoncision, ce qui donne à la nouvelle religion une vocation universelle[60].
- 67 à 90 : rédaction des Évangiles et du Nouveau Testament.
- 224-651 : l'Empire sassanide succède à l'Empire parthe en Iran.
- 610-750 : apparition de l'Islam ; début des prédications de Mahomet (610). Hégire ; exil de Mahomet à Médine et point de départ du calendrier musulman (622). Mort de Mahomet (632). Califat des Rachidoune (632-661) ; début de l'expansion de l'islam hors d'Arabie. Dissidence chiite (661). Califat omeyyade (dit de Damas) (661-750) ; une élite tribale domine les populations romanisées dans les provinces conquises (Syrie) et lance un programme de construction de mosquées, de « châteaux du désert » et de villes de garnisons (ʾAmṣār, pluriel de miṣr, comme Fostat, Bassorah, Koufa et Kairouan ou Anjar au Liban)[61].

- 750-1258 : califat abbasside, avec Bagdad pour capitale (762). Elle devient un centre intellectuel et scientifique. Le commerce international se développe par la Méditerranée et l’océan Indien, et l’amélioration des transports maritimes concurrence la route de la soie. La prospérité des califes dépend de l’impôt foncier (kharâj) levé principalement en Irak, pays dont l’agriculture repose sur l’irrigation ; le réseau de canaux dérivés de l’Euphrate et du Tigre commence à décliner au Xe siècle, et le pouvoir politique et économique passe alors de l’Irak à l’Iran et l’Égypte. La dynastie se maintient en théorie, mais le pouvoir se morcelle après 934-944 par la création de petits États féodaux favorisés par la généralisation de l’iqtâ)[61].

### Europe
- Vers 1-400 : âge du fer romain en Scandinavie[62]. Les Danes, venus de Suède du Sud, s’installent au Danemark pendant l’âge du fer romain. Les Scandinaves, par divers intermédiaires, nouent des liens commerciaux intermittents avec le monde romain (objets d’origine romaine dans les tombes). Les échanges portent aussi sur des esclaves des deux sexes et le cuir. Il est probable que les Frisons aient joué un rôle important de relais par le Rhin, mais il existe d’autres itinéraires par le Danube et la Bohême (Marcomans) ou au départ de Gotland par l’Elbe, l’Oder ou la Vistule. Une voie mène déjà à la mer Noire par les fleuves et les lacs russes.
- Ier – Ve siècle : occupation du site frison de Feddersen Wierde dans l’estuaire de la Weser (terp)[63].
- Ier siècle au IIe siècle : paix romaine et apogée de l'Empire romain (Haut-Empire) ; c'est la Pax Romana, suivie de l'anarchie militaire et de la crise du troisième siècle (235).
- 64 : grand incendie de Rome sous le règne de Néron ;
- 79 : éruption du Vésuve, relatée par Pline le Jeune ;
- 105-115 : invasion de la Dacie et de la Mésopotamie par l'empereur Trajan, plus grande extension de l'Empire romain.
- IIIe siècle : début de la deuxième transgression marine dunkerquienne. La mer se réinstalle dans la plaine maritime flamande et l'habitat côtier recule de plusieurs dizaines de kilomètres. Elle est suivie au VIIIe siècle par la régression carolingienne[64].
- 284-476 : Bas-Empire romain.

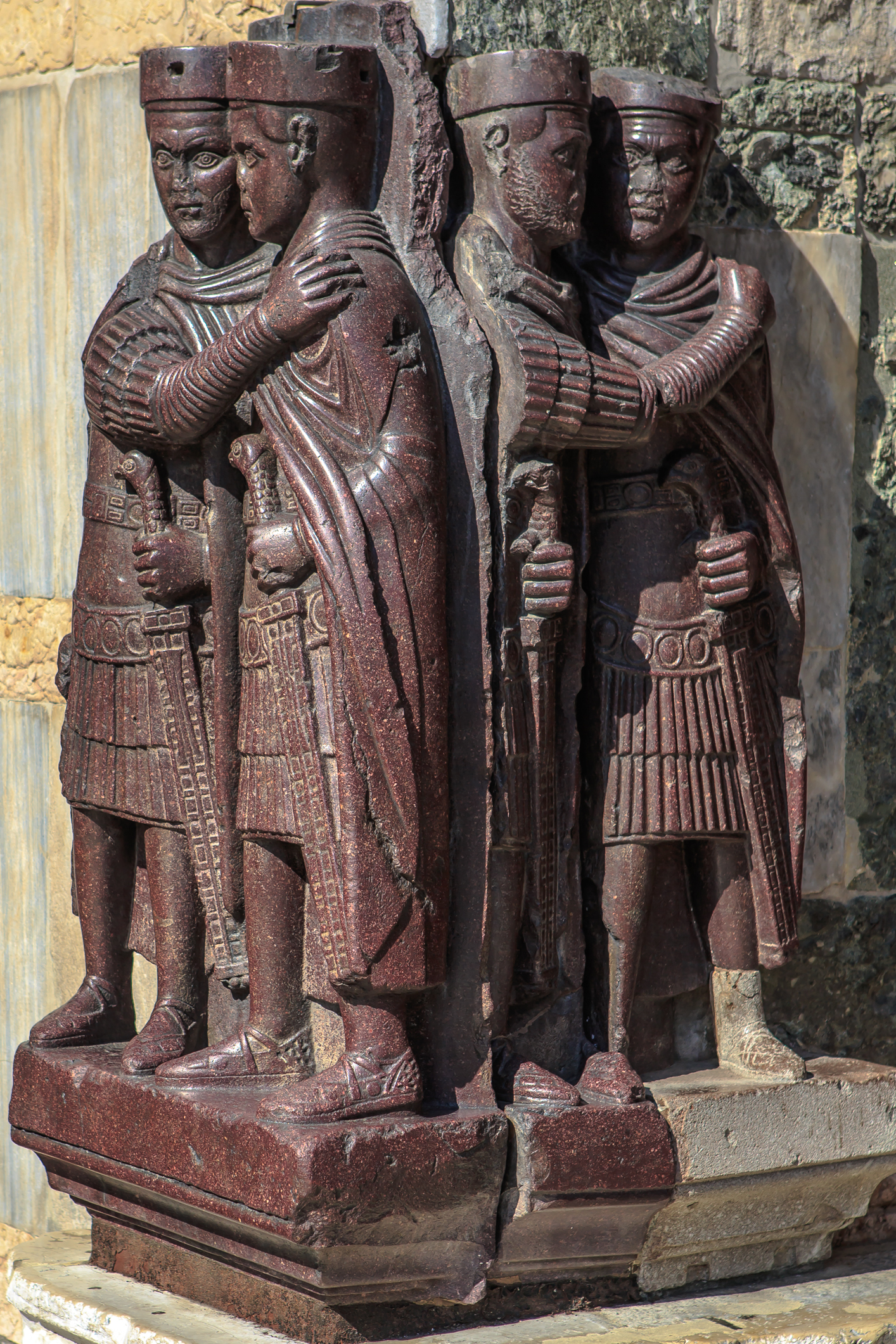
Statue des quatre tétrarques, érigée par Constantin au Philadelphion de Constantinople.

- 293-324 : Tétrarchie ; l’Empire romain est divisé en quatre parties.
- 313 : Constantin et son collègue Licinius tiennent des conférences à Milan pour instaurer la paix sociale dans l'Empire romain. Ce qui est improprement appelé « Édit de Milan » instaure la liberté de culte, marque la fin de la persécution des chrétiens dans la Rome antique et le début de la Paix de l'Église.
- 325 : concile de Nicée, premier concile œcuménique. Le christianisme est adopté par les rois d'Arménie (301), de Géorgie (334), d'Aksoum (vers 341-346) , les Goths (à partir de 341). En 380, l'Édit de Thessalonique fait du christianisme la seule religion de l'Empire romain.
- 330 : inauguration de Constantinople, la nouvelle capitale de l'Empire romain.
- 375 : début des Invasions barbares ou Grandes migrations jusqu'à la chute de Rome en 476.
- 375-455 : Empire hunnique.
- 395 : partage de l'Empire romain en empire d'Orient et d'Occident.
- 400-750 : maxima glaciaire attesté par la tourbière du glacier de Fernau (Tyrol)[65].
- 400-600 : âge du fer germanique ancien en Scandinavie[62].
- 410 : sac de Rome par les Wisigoths d'Alaric.
- 451 : défaite des Huns d'Attila aux champs Catalauniques.
- 476 : chute de l’Empire romain d’Occident. Les Royaumes barbares se substituent à l’Empire en Occident, mais la civilisation romaine perdure. Les rois barbares sont eux-mêmes romanisés et se considèrent comme les héritiers de l’Empire, faisant une allégeance théorique à l’Empire byzantin[66].
- 476-987 : Haut Moyen Âge en Occident.

- 496 : Remi, évêque de Reims, baptise Clovis Ier, évènement interprété au XVIIe siècle comme la naissance de la monarchie française.
- 500-800 : migration des tribus hongroises de l’Oural (Magna Hungaria) à la région de la mer Noire (Levédia, puis Etelköz).
- 527-565 : apogée de l’Empire byzantin sous le règne de Justinien Ier. Reconquête de l’Afrique (533-534), de l’Italie (535-553), de la Bétique (554).
- 529 : fondation d'une abbaye sur le mont Cassin par Benoît de Nursie, établissement de la règle de saint Benoît. Cet évènement est considéré comme l'acte fondateur du grand mouvement monastique européen.
- 541-767 : peste de Justinien.
- 550 : des tribus slaves traversèrent le Danube ; les Avars et les Slaves assiègent Thessalonique en 586. En 626, alliés aux Perses, ils échouent à prendre Constantinople. Les Slaves s’établissent à l’intérieur des terres, en Macédoine et en Thessalie, puis dans le Péloponnèse.
- 550-800 : âge de Vendel en Scandinavie, du nom d’un site archéologique suédois[67] (tombes à navire, tumuli funéraires des sites de Valsgärde (550) et de Vendel (en) (500). La Getica, de l’historien goth Jordanès, mentionne les Finnois (Scretefennae, les « Finnois qui glissent ») et établit que les Danes, venus de Scanie, ont expulsé définitivement les Hérules du Danemark.
- VIe siècle : colonisation forte des Frisons et des Saxons sur le littoral flamand.
- VIIe siècle : évangélisation du Nord-Ouest de l'Europe, fondation de monastères et d'évêchés.
- Vers 650-965 : le khaganat Khazar soumet les Slaves de la Russie méridionale au tribut.
- VIIIe – Xe siècle : les cultures slaves de Louka-Raïkovetskaïa et de Romny-Borschevo sont attestées à l’ouest et à l’est du Dniepr. Au nord de la Russie actuelle, les civilisations des « Longs kourganes » et des « grands tertres » (Sopki) sont peut-être slaves, finnoises ou baltes. Entre la Volga et l’Oka (Merïa) et autour du lac Ladoga (culture des tumuli de Ladoga), les sites archéologiques sont bien identifiés comme finnois ; au cours IXe siècle apparaissent progressivement des formations pré-étatiques : forteresses (Sarskoe[68], Izborsk, Iskorosten, Supruty), armes (épées, sabres, cottes de maille) et pièces de harnachement de prestige appartenant à des chefs militaires et des guerriers professionnels. La Chronique des temps passés mentionne les principautés slaves des Polianes, des Drevlianes, des Drégovitchi, des Slovènes de Novgorod et les Polotchanes. Ces peuples sont en contact avec les Khazars de la steppe et les Varègues de Scandinavie ; ces derniers, installés dès 753 à Staraïa Ladoga, sont à l’origine de la formation du premier État russe. Des centres proto-urbains, où vit une population cosmopolite occupée au commerce et à l’artisanat apparaissent : Riourikovo Gorodichtche près de Novgorod, sur le Volkhov, Gnezdovo (en) près de Smolensk sur le Dniepr, Timerevo (en) sur la Volga, Kroutik sur le lac Beloïe. Les nécropoles témoignent de l’installation d’un pouvoir militaire fort et de l’essor des élites. Selon la Chronique des temps passés, en 862, Riourik devient le premier prince de Novgorod et 882, son successeur Oleg s’empare de Kiev et y établit la capitale de la Rus', qui soumet les peuples slaves, finnois et baltes entre le lac Ladoga au nord et la steppe boisée au sud. Après sa conversion au christianisme en 988, la Russie médiévale reçoit l’influence déterminante de l’Empire byzantin[69].

- 711-726 : conquête musulmane de l'Hispanie.
- 722-910 : point de départ de la Reconquista. Al-Andalus voit son territoire se réduire progressivement face aux royaumes chrétiens pour se limiter à l’émirat de Grenade (1238-1492).

- 730-787 et 815-843 : la crise iconoclaste divise l'empire byzantin.
- 750-1200/1230 : petit optimum climatique médiéval. Retrait des glaciers dans les Alpes[70].
- 768-877 : le règne de Charlemagne roi des Francs, marque le début de la Renaissance carolingienne première période de renouveau culturel majeur au Moyen Âge. En 800 il est sacré de Charlemagne à Rome par le pape Léon III, acte fondateur de l'Empire carolingien.
- 793 : le premier raid viking sur l'Angleterre marque le début de l'âge des Vikings (793-1066) ; dans une première phase ils mènent des incursions et Grande-Bretagne, en Irlande, dans l'Empire carolingien (après 834) jusqu'en Espagne (844). À l'est, les Varègues (mentionnés en 839 et en 859) installent une route commerciale sur les cours de la Volga et du Dniepr liée à Constantinople et aux États musulmans. Dans une deuxième phase (850-900) les Vikings organisent leurs expéditions dans des buts de conquête et de colonisation. Les Norvégiens créent le royaume de Dublin en Irlande, colonisent les îles Féroé vers 825, puis l'Islande (874-930), le Groenland (982) et fondent des établissements éphémères au Labrador et à Terre-Neuve vers l'an mille. Les Danois établissent le royaume de Jórvík (York) en Angleterre (866-954). Le Danelaw s’étend du nord vers le sud et les colons affluent. En 911 le chef norvégien Rollon fonde le premier établissement durable sur le continent en recevant la Normandie au traité de Saint-Clair-sur-Epte.

- 827-902 : conquête musulmane de la Sicile qui reste sous domination musulmane jusqu’à la conquête normande achevée en 1091.
- 843 : partage de Verdun.

- 867-1057 : période d’expansion de l’Empire byzantin sous la dynastie macédonienne. Il atteint son apogée sous Basile II (976-1025).
- 878 : achèvement de la conquête de la Sicile par les Aghlabides[71].
- 909 : fondation de l'ordre de Cluny.

- 962 : Othon Ier couronné empereur à Rome. Début de la Renaissance ottonienne.

## Religion
- IVe siècle
  - 325 : Premier concile de Nicée, convoqué par Constantin Ier. Les évêques ont reconnu que « Dieu s'est fait homme en Jésus-Christ qui est fils de Dieu ».
  - 381 : Premier concile de Constantinople, convoqué par Théodose Ier. Les évêques adoptent le dogme de la Trinité.
- Ve siècle
  - 431 : concile d'Éphèse, convoqué par Théodose II. Le concile affirme l'unité du Christ dès sa conception et appelle sa mère « Mère de Dieu » (Mère de Celui qui est Dieu par nature).
  - 451 : Chalcédoine, convoqué par Marcien. Le concile affirme que Jésus-Christ est à la fois Dieu et homme, les deux natures humaine et divine en la personne de Jésus-Christ sont consacrées (voir le Symbole de Chalcédoine).
- VIe siècle
  - 553 : Deuxième concile de Constantinople, convoqué par Justinien. Ce concile réaffirme la condamnation du nestorianisme.
- VIIe siècle
  - 680-681 : Troisième concile de Constantinople, convoqué par Constantin IV. Ce concile condamne les monothélistes qui affirment que le Christ a une seule énergie, une seule volonté divine, malgré ses deux natures.
- VIIIe siècle
  - 787 : Deuxième concile de Nicée, convoqué par Irène l'Athénienne. Le concile affirme que l'honneur rendu aux images s'adresse non à l'image elle-même mais à la personne qui y est représentée.
- IXe siècle
  - 869 : Quatrième concile de Constantinople

## Inventions, découvertes, introduction
- Codification de l'art de fabriquer le papier (Chine, déjà connu au IIe siècle av. J.-C.).
- Ier siècle : sismographe, premier appareil rudimentaire de mesure sismologique, le « séismoscope », inventé par un mathématicien et astronome chinois, Zhang Heng.
- IIe siècle : cartographie, par Ptolémée.
- Ve siècle : les arts libéraux se répartissant entre quadrivium et trivium, par Martianus Capella.
- VIe siècle :
  - Trivium, par Cassiodore.
  - Quadrivium, disciplines scientifiques des arts libéraux, par Boèce.
- VIIIe siècle : comput, par Bède le Vénérable.
- IXe siècle : feu d'artifice en Chine.
- Xe siècle :
  - Balancier, introduit par Gerbert d'Aurillac (Sylvestre II).
  - Horloge, introduite par Gerbert d'Aurillac (Sylvestre II).
  - Abaque, introduite par Gerbert d'Aurillac (Sylvestre II).